# Toušeň (hrad)
Toušeň je zaniklý hrad v městysi Lázně Toušeň v okrese Praha-východ. Stával na levém břehu Labe v místech zahrady u domu čp. 87. Jeho zbytky jsou od roku 1966 chráněny jako kulturní památka.

## Historie
Podle archeologického výzkumu hrad stál již na konci třináctého století, kdy Toušeň patřila královně Gutě. První písemná zmínka o něm pochází až z roku 1370, kdy jej koupil moravský markrabě Jan Jindřich. Ještě předtím ho měli v zástavě páni z Michalovic nebo pražští měšťané. Od roku 1415 patřil pánům z Michalovic a během husitských válek ho roku 1421 po třídenním obléhání dobylo vojsko pražanů. Posádka hradu však mohla svobodně odejít.
Po vymření rodu pánů z Michalovic hrad získal král Jiří z Poděbrad, jehož synové ho prodali Oldřichu Bradáčovi, který začal používat přídomek z Toušeně. Jeho syn Jiří Toušeň vlastnil ještě v roce 1488, ale další majitele neznáme. Pouze v roce 1512 je připomínán zdejší purkrabí Jan z Bezdědic. Okolo roku 1518 hrad získal Jan Pašek z Vratu a nechal ho velkoryse přestavět. Nejpozději v roce 1533, kdy Jan Pašek z Vratu zemřel, držel Toušeň Adam Lev z Rožmitálu, který ji roku 1536 prodal Kunratovi Krajířovi z Krajku, který ji připojil k brandýskému panství. Opuštěný hrad v roce 1563 vyhořel a během třicetileté války byly jeho zdi rozebrány na švédské opevnění u Staré Boleslavi. Části zdiva existovaly ještě v roce 1873, ale zanikly již v průběhu devatenáctého století.

## Stavební podoba
Z hradu se dochovaly pouze archeologicky odkryté zbytky zdiva a terénní náznak příkopu. Výzkum odhalil okrouhlé hradní jádro, z jehož nejstarší stavební fáze pocházela cisterna, zatímco obvodová hradba byla postavena později.